# Noruega en los Juegos Olímpicos de Pyeongchang 2018
Noruega estuvo representada en los Juegos Olímpicos de Pyeongchang 2018 por un total de 109 deportistas que compitieron en 11 deportes. Responsable del equipo olímpico fue el Comité Olímpico Noruego, así como las federaciones deportivas nacionales de cada deporte con participación.
El portador de la bandera en la ceremonia de apertura fue el biatleta Emil Hegle Svendsen.

## Medallistas
El equipo olímpico noruego obtuvo las siguientes medallas:
| Nombre | Deporte               | Competición                 |
| --- | --------------------- | --------------------------- |
| Oro |                       |                             |
| Johannes Thingnes Bø | Biatlón               | Individual M                |
| Øystein Bråten | Esquí acrobático      | Slopestyle M                |
| Aksel Lund Svindal | Esquí alpino          | Descenso M                  |
| Johannes Høsflot Klæbo | Esquí de fondo        | Velocidad ind. M            |
| Martin Johnsrud Sundby Johannes Høsflot Klæbo                                                                               | Esquí de fondo        | Velocidad por equipos M     |
| Simen Hegstad Krüger | Esquí de fondo        | 30 km M                     |
| Didrik Tønseth Martin Johnsrud Sundby Simen Hegstad Krüger Johannes Høsflot Klæbo                                           | Esquí de fondo        | Relevo M                    |
| Ragnhild Haga | Esquí de fondo        | 10 km F                     |
| Marit Bjørgen | Esquí de fondo        | 30 km F                     |
| Ingvild Flugstad Østberg Astrid Uhrenholdt Jacobsen Ragnhild Haga Marit Bjørgen                                             | Esquí de fondo        | Relevo F                    |
| Håvard Lorentzen | Patinaje de velocidad | 500 m M                     |
| Håvard Bøkko Simen Spieler Nilsen Sverre Lunde Pedersen                                                                     | Patinaje de velocidad | Persecución por equipos M   |
| Maren Lundby | Saltos en esquí       | Trampolín normal F          |
| Daniel-André Tande Andreas Stjernen Johann André Forfang Robert Johansson                                                   | Saltos en esquí       | Trampolín grande por eqs. M |
| Plata |                       |                             |
| Marte Olsbu | Biatlón               | Velocidad 7,5 km F          |
| Lars Helge Birkeland Tarjei Bø Johannes Thingnes Bø Emil Hegle Svendsen                                                     | Biatlón               | Relevo M                    |
| Marte Olsbu Tiril Eckhoff Johannes Thingnes Bø Emil Hegle Svendsen                                                          | Biatlón               | Relevo mixto                |
| Jan Schmid Espen Andersen Jarl Magnus Riiber Jørgen Graabak                                                                 | Combinada nórdica     | TG + 4 × 5 km M             |
| Kjetil Jansrud | Esquí alpino          | Descenso M                  |
| Henrik Kristoffersen | Esquí alpino          | Eslalon gigante M           |
| Ragnhild Mowinckel | Esquí alpino          | Descenso F                  |
| Ragnhild Mowinckel | Esquí alpino          | Eslalon gigante F           |
| Simen Hegstad Krüger | Esquí de fondo        | 15 km M                     |
| Martin Johnsrud Sundby | Esquí de fondo        | 30 km M                     |
| Maiken Caspersen Falla | Esquí de fondo        | Velocidad ind. F            |
| Marit Bjørgen | Esquí de fondo        | 15 km F                     |
| Håvard Lorentzen | Patinaje de velocidad | 1000 m M                    |
| Johann André Forfang | Saltos en esquí       | Trampolín normal M          |
| Bronce |                       |                             |
| Emil Hegle Svendsen | Biatlón               | Salida en grupo M           |
| Tiril Eckhoff | Biatlón               | Salida en grupo 12,5 km F   |
| Kristin Skaslien Magnus Nedregotten                                                                                         | Curling               | Doble mixto                 |
| Kjetil Jansrud | Esquí alpino          | Supergigante M              |
| Kristin Lysdahl Nina Haver-Løseth Sebastian Foss-Solevåg Leif Kristian Nestvold-Haugen Maren Skjøld R Jonathan Nordbotten R | Esquí alpino          | Equipo mixto                |
| Hans Christer Holund | Esquí de fondo        | 30 km M                     |
| Marit Bjørgen Maiken Caspersen Falla                                                                                        | Esquí de fondo        | Velocidad por equipos F     |
| Marit Bjørgen | Esquí de fondo        | 10 km F                     |
| Sverre Lunde Pedersen | Patinaje de velocidad | 5000 m M                    |
| Robert Johansson | Saltos en esquí       | Trampolín normal M          |
| Robert Johansson | Saltos en esquí       | Trampolín largo M           |